# 질 빌뇌브
조제프 질 앙리 빌뇌브(Joseph Gilles Henri Villeneuve, 1950년 1월 18일 ~ 1982년 5월 8일)는 캐나다의 자동차 경주 선수이다. 6년간 스쿠데리아 페라리 소속으로 포뮬러 원에 참가하여 6번의 그랑프리 우승을 달성했다.
퀘벡주 출신으로 스노모빌 레이싱을 통해 프로 경력을 시작했다. 싱글 시터 자동차 경주로 전환하여 1976년 미국 캐나다 포뮬러 애틀랜틱 챔피언십을 우승하고, 맥라렌 팀의 제의로 1977년 영국 그랑프리에서 첫 포뮬러 원 경주에 참여했다. 페라리로 옮겨 이듬해인 1978년부터 1982년까지 6회 우승을 달성했으며, 1979년 포뮬러 원 월드 챔피언십에서 팀메이트인 챔피언 조디 셱터에 4점차로 뒤진 2위를 달성했다.
빌뇌브는 졸더르 서킷에서 펼쳐진 1982년 벨기에 그랑프리 예선에서 요헨 마스의 차량과 충돌하는 사고로 사망했다. 그를 기리기 위해 질 빌뇌브 서킷의 이름이 명명되었으며, 아들인 자크 빌뇌브는 1997년 포뮬러 원 월드 챔피언을 달성했다.